# Jenkovszky László
Jenkovszky László (Ungvár, 1942. május 2. – Kijev, 2025. augusztus 16.) ukrajnai magyar fizikus, tudományos kutató, az MTA külső tagja. 

## Életpályája
Perecsenyben járt iskolába, majd tanulmányait Ungváron folytatta. A diploma megszerzése után egy évig egy kijevi akadémiai intézetben, majd hosszú ideig a dubnai Egyesített Atommagfizikai Intézetben  (JINR) dolgozott, ahol doktorált. 1968-ban az Atomfizikai Intézet kijevi kirendeltségénél kezdett dolgozni. 
1998-ban a Magyar Tudományos Akadémia külső tagja lett. Az Ukrán Nemzeti Tudományos Akadémia Bogoljubov Elméleti Fizika Intézetének vezető munkatársa, a Wigner Fizikai Kutatóközpont tudományos tanácsadója. Tudományterülete a részecske- és atommagfizika. Több mint 160 tudományos cikk, tanulmány szerzője. 2013-ban nyugdíjba vonult.
Egyik alapítója a kétévente megrendezésre kerülő Nemeuklidészi geometria a modern fizikában és matematikában nevű nemzetközi konferenciának, amelynek rövidített neve BGL-konferencia (Bolyai–Gauss–Lobacsevszkij-konferencia). Az első konferenciát Ungváron tartották 1997-ben. További helyszínek: Nyíregyháza 1999, Marosvásárhely 2002, Nyizsnyij Novgorod 2004, Minszk 2006, Debrecen 2008, Kolozsvár 2010, Ungvár 2012, Minszk 2015, Gyöngyös 2017, Pécs 2019, Lviv 2022,  Budapest 2024, Saïdia (Marokkó) 2025.

## Díjai
- Ukrán, Belorusz és Moldovai Akadémiák közös kitüntetése, 2005

## Fordítás
- Ez a szócikk részben vagy egészben  a   László Jenkovszky című eszperantó Wikipédia-szócikk fordításán alapul.  Az eredeti cikk szerkesztőit annak laptörténete sorolja fel. Ez a jelzés csupán a megfogalmazás eredetét és a szerzői jogokat jelzi, nem szolgál a cikkben szereplő információk forrásmegjelöléseként.